# 거위 게임

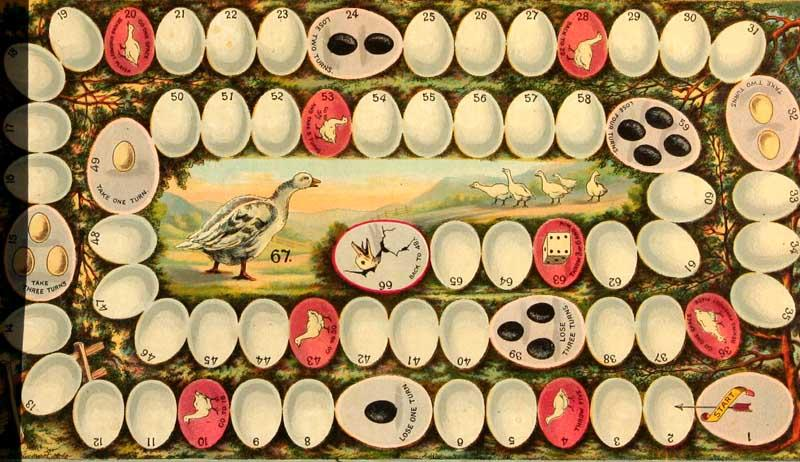

거위 게임(Royal Game of the Goose, The Game of the Goose)은 상업적으로 제조된 최초의 보드 게임 중 하나이다. 이것은 플레이어의 진행 상황을 지시하기 위해 주사위 던지기에 의존하는 경주 게임이다. 보드는 종종 나선형 형태로 배열되며, 게임 조각은 가장 바깥쪽 부분에서 시작된다. 게임 보드의 모든 공간에는 번호가 매겨져 있으며, 일부 공간에는 특정 행동을 나타내는 거위 또는 위험 요소가 그려져 있다. 게임의 목적은 호텔, 다리, 죽음과 같은 위험을 피하면서 다른 플레이어보다 먼저 63번째 공간에 도달하는 것이다.
이 게임은 15세기 이탈리아에서 프란체스코 1세 데 메디치(Francesco de Medici)가 스페인의 펠리페 2세 왕에게 선물로 준 것에서 유래된 것으로 추정된다. 17세기와 18세기에 이 게임은 유럽 전역에서 엄청난 인기를 얻었다. 이 게임의 인기로 인해 유럽과 미국 전역에서 다양한 버전으로 출시되었다. 수많은 수정에도 불구하고 규칙은 수년 동안 거의 동일하게 유지되었다.